# Niedrige Teichbinse
Die Liegende Teichsimse (Schoenoplectiella supina, Syn.: Schoenoplectus supinus), auch Niedrige Teichbinse oder Zwerg-Teichbinse genannt, ist eine Pflanzenart aus der Gattung Schoenoplectiella innerhalb der Familie der Sauergräser (Cyperaceae). Sie ist in der Alten Welt in Eurasien, Westasien, Zentralasien, auf dem Indischen Subkontinent, im nördlichen bis tropischen Afrika und Madagaskar und in Südamerika weitverbreitet.

## Beschreibung

### Erscheinungsbild und Blatt
Die Niedrige Teichbinse wächst als sommergrüne, einjährige krautige Pflanze und erreicht Wuchshöhen von 3 bis 15, bis selten 20 bis zu 30 Zentimetern. Sie bildet kleine Horste. Sie besitzen Faserwurzeln. Von den Stängeln ist der mittlere aufrechte und die seitlichen ausgebreitet, niederliegend bis aufsteigend. Die Stängel sind bei einem Durchmesser von 1 bis 1,7 Millimetern stielrund oder dreikantig, grünlich. Die Stängelbasis ist mit zwei oder drei Blattscheiden bedeckt. Die Blattscheiden sind hellgrün, häutig, 2 bis 6 Zentimeter lang. Nur an den obersten ein oder zwei Blattscheiden stehen kurze, hohlrinnige Blattspreiten.

### Blütenstand, Blüte und Frucht
Die Blütezeit reicht in Mitteleuropa von Juli bis September; in China liegt die Blütezeit sowie die Reifung der Früchte zwischen Juli und September oder November und Januar. Das aufrechte Spirrenhüllblatt ist mit 1,5 bis 12 Zentimetern halb so lang bis etwa so lang wie der Stängel und wirkt wie die Verlängerung des Stängels. Der pseudoseitenständige (scheinbar seitenständige), schirmrispige Blütenstand enthält ein bis sechs, selten bis zu zehn sitzende, dicht gedrängte Ährchen. Die braunen Ährchen sind bei einer Länge von 4 bis 10 Millimetern sowie einer Breite von 2 bis 3 Millimetern mehr oder weniger schmal eiförmig oder länglich mit etwas spitzem oberen Ende und enthält etwas dicht stehend viele Blüten.
Die Spelzen sind 3 bis 4 Millimeter lang, eiförmig, stumpflich zulaufend und dann kurz zugespitzt, aber nicht grannenartig stachelspitzig, sie sind braun bis braunrot mit grünem Mittelnerv oder sie sind 1,8 bis 2,5 Millimeter lang, elliptisch mit mehr oder weniger stumpfem sowie stachelspitzigem oberen Ende und kahnförmig mit erhabenen, grünen, dreinervigen Kiel und häutigen Rändern. Es sind nur selten höchstens rudimentäre Perianthborsten vorhanden. Der etwa 1,5 Millimeter lange Griffel endet in drei Narben.
Die bei Reife schwarze Nussfrucht ist bei einem Durchmesser von 1 bis 1,3 Millimetern breit verkehrt-eiförmig und dreikantig, mehr oder weniger deutlich, beide Enden verschmälern sich plötzlich und das obere Ende ist stachelspitzig.
Die Chromosomengrundzahl beträgt x = 14; es liegt Diploidie vor, also 2n = 28.

## Ökologie
Bei der Niedrigen Teichsimse handelt es sich um einen Therophyten.
Die Bestäubung erfolgt durch den Wind. Die Niedrige Teichbinse ist selbstkompatibel, also führt Selbstbefruchtung erfolgreich zum Samenansatz.
Die Ausbreitung der Diasporen, es sind die Nussfrüchte, erfolgt durch Wasser oder Klettausbreitung.

## Vorkommen und Gefährdung
Die Schoenoplectiella supina ist in der Alten Welt in Eurasien, Westasien, Zentralasien, auf dem Indischen Subkontinent, im nördlichen bis tropischen Afrika und Madagaskar und in Südamerika weitverbreitet. Das genaue ursprüngliche Verbreitungsgebiet in nicht gesichert bekannt. Es gibt Fundorte auf den Kanarischen Inseln, Spanien, Frankreich, Deutschland, Polen, Österreich, in der Schweiz (nur im südlichen Tessin), in Italien, Ungarn, Tschechien, Slowakei, Slowenien, Serbien, Kroatien, Rumänien, Bulgarien, Moldawien, Griechenland, in der Türkei, Ukraine, Krim, Russland, im Iran, Libanon, in Syrien, Israel, Algerien, Ägypten, im Sudan, Senegal, in Mali, Nigeria, Togo, Madagaskar, Aserbaidschan, Kasachstan, Usbekistan, Sri Lanka, Indien, Pakistan, Nepal, Myanmar, Thailand, Malaysia, Indonesien, auf Philippinen, in Vietnam, Taiwan, China (Anhui, Guangdong, Guangxi, Hainan, südliches Jiangsu, Xinjiang, Yunnan) und in den brasilianischen Bundesstaaten Paraná, Rio Grande do Sul, Santa Catarina, in argentinischen Provinz Corrientes sowie in Paraguay nur im Departamento Alto Paraguay. In vielen anderen Gebieten ist sie ein Neophyt und gilt in einigen Ländern als invasive Pflanze.
In Europa tritt die Niedrige Teichbinse vor allem in den wärmeren Gebieten, nordwärts bis ins nördliche Frankreich, Norddeutschland und Polen auf. In Mitteleuropa kommt sie nirgendwo beständig vor, sie tritt aber andererseits unerwartet auf, beispielsweise auf dem Grund abgelassener Teiche. Vereinzelt findet man sie am Oberrhein und an der oberen Donau; in den Voralpen ist sie selten.
In Deutschland gilt sie als selten, ist im Rückgang begriffen, kommt sehr zerstreut vor und ist teilweise verschollen; sehr selten in der zentralen Oberrheinebene, praktisch verschwunden in Sachsen-Anhalt sowie Brandenburg, in Franken kennt man nur Altfunde. Für die deutschen Bundesstaaten, bei denen es Fundortangaben gibt, gilt: Baden-Württemberg stark gefährdet; Niedersachsen sowie Rheinland-Pfalz vom Aussterben bedroht; Bayern, Berlin, Brandenburg, Hessen, Mecklenburg-Vorpommern sowie Sachsen-Anhalt ausgestorben.
Die Niedrige Teichbinse gedeiht am besten auf basenreichen, zeitweise überschwemmten Schlammböden, die noch nicht vom Röhricht besiedelt sind.
Die Zeigerwerte nach Ellenberg sind: Lichtzahl L 8 = Halblicht- bis Volllichtpflanze; Temperaturzahl T 7 = Wärmezeiger; Kontinentalitätszahl K = indifferentes Verhalten; Feuchtezahl F 8 = Feuchte- bis Nässezeiger; Feuchtewechsel = Überschwemmung zeigend; Reaktionszahl R 7 = Schwachsäure- bis Schwachbasenzeiger; Stickstoffzahl N 3 = Stickstoffarmut anzeigend, auf stickstoffarmen Standorte häufiger; Salzzahl S 0 = nicht salzertragend; sie ist nicht schwermetallresistent.
Die ökologischen Zeigerwerte nach Landolt et al. 2010 sind in der Schweiz: Feuchtezahl F = 4+w+ (nass aber stark wechselnd), Lichtzahl L = 4 (hell), Reaktionszahl R = 3 (schwach sauer bis neutral), Temperaturzahl T = 4+ (warm-kollin), Nährstoffzahl N = 2 (nährstoffarm), Kontinentalitätszahl K = 2 (subozeanisch).
In Deutschland liegt das Hauptvorkommen der Niedrige Teichsimse in kurzlebigen Schlammboden-Pionierfluren. Die Niedrige Teichsimse Kennart der Klasse Zwergbinsen-Gesellschaften Isoeto-Nanojuncetea Br.-Bl. et Tx. 1943.
Die Niedrige Teichsimse ist zentraleuropaweit stark gefährdet. Die Niedrige Teichsimse wurde 1996 in der Rote Liste der Gefährdeten Pflanzenarten Deutschlands als „stark gefährdet“ eingestuft. Nach der Roten Liste Bayern 2003 gilt sie dort als ausgestorben. In der Schweiz kommt sie nur noch im südlichen Tessin vor und gilt dort als „vom Aussterben bedroht“ (CR), in den anderen Schweizer Kantonen ist sie ausgestorben.

## Systematik
Die Erstveröffentlichung erfolgte 1753 unter dem Namen (Basionym) Scirpus supinus durch Carl von Linné in Species Plantarum, 1, S. 49. Das Artepitheton supinus/supina bedeutet rückwärts gebogen. Die Neukombination zu Schoenoplectiella supina (L.) Lye erfolgte 2003 durch Kaare Arnstein Lye in Schoenoplectiella Lye, gen. nov. (Cyperaceae). in Lidia, Band 6, S. 27. Weitere Synonyme für Schoenoplectiella supina (L.) Lye: Schoenoplectus supinus (L.) Palla, Schoenoplectus melanospermus (C.A.Mey.) Grossh., Cyperus supinus (L.) Missbach & E.H.L.Krause, Heleophylax supinus (L.) Schinz & Thell., Isolepis supina (L.) R.Br., Isolepis simillima Steud., Isolepis pentasticha Boeckeler, Isolepis striolata Nees ex Boeckeler, Scirpus tristachyos Zoll. ex Steud. nom. inval., Scirpus lateralis Forssk., Scirpus halleri Vitman, Scirpus mucronatus Roxb. nom. illeg., Scirpus melanospermus C.A.Mey., Scirpus adscendens Willd. ex Kunth, Scirpus natans Bojer nom. illeg., Scirpus polycoleus De Not., Scirpus guaraniticus Pedersen, Scirpus supinus var. minimus Boiss., Scirpus supinus var. glomeratus A.Terracc., Scirpus supinus var. melanospermus (C.A.Mey.) Schmalh., Scirpus supinus var. densicorrugatus Tang & F.T.Wang, Schoenoplectus supinus subsp. densicorrugatus (Tang & F.T.Wang) S.Yun Liang & S.R.Zhang. Es gibt keine Subtaxa mehr.
Ihre systematische Stellung ist umstritten. Sie wurde 1889 von Eduard Palla als Schoenoplectus supinus (L.) Palla in Zur Kenntnis des Gattung Scirpus in Botanische Jahrbücher für Systematik, Pflanzengeschichte und Pflanzengeographie, Band 10, S. 299 in die von ihm neu aufgestellte Gattung Schoenoplectus gestellt. Diese wurde aufgrund von Unklarheiten in der Definition von zahlreichen späteren Bearbeitern nicht anerkannt, so dass sie diese Art in einer formenreichen Großgattung Scirpus beließen. Nach der Revision von Kaare Arnstein Lye wurde sie wieder in Schoenoplectus einbezogen. Studien, die vor allem auf molekulargenetischen Methoden aufbauen (Vergleich homologer DNA-Sequenzen), haben gezeigt, dass diese Gattung Schoenoplectus s. l. im herkömmlichen Sinn vermutlich keine natürliche Einheit darstellt und in die Gattungen Schoenoplectus s. str. und Schoenoplectiella aufgespalten werden muss; diese sind keine Schwestergruppen. Der korrekte Name ist demnach Schoenoplectiella supina (L.) Lye. Diese Änderung ist in vielen Florenwerken und Datenbanken noch nicht vollzogen worden.